# Puchar UNIFFAC
Puchar UNIFFAC (fr. Coupe UNIFFAC) – rozgrywki piłkarskie w Afryce Środkowej organizowane przez UNIFFAC dla reprezentacji członków UNIFFAC.

## Historia
Zapoczątkowany został w 1999 roku przez UNIFFAC (fr. UNIFFAC - Union des fédérations de football d'Afrique centrale). Turniej był rozgrywany pomiędzy zespołami narodów Afryki Środkowej, to znaczy, Kamerunu, Republiki Środkowoafrykańskiej, Konga, Demokratycznej Republiki Konga, Gabonu, Gwinei Równikowej, Wysp Świętego Tomasza i Książęcej, i Czadu. Po jednym sezonie rozgrywki przestały istnieć. Pierwszy i ostatni turniej wygrała reprezentacja Gabonu.
Obecnie istnieje turniej o tej nazwie dla drużyn do lat 17..

## Finały
| 1999 Szczegóły | Gabon | Gabon | format ligowy | Republika Środkowoafrykańska | Czad | format ligowy | Kongo |

## Statystyki
| Lp. | Drużyna                      | Mistrz | Wicemistrz | Lata triumfów |
| --- | ---------------------------- | ------ | ---------- | ------------- |
| 1.  | Gabon                        | 1      | 0          | 1991*         |
| 2.  | Republika Środkowoafrykańska | 0      | 1          |               |

* = jako gospodarz